# Ludvík Habsbursko-Lotrinský
Ludvík Josef Antonín Jan Habsbursko-Lotrinský (13. prosince 1784, Florencie – 21. prosince 1864, Vídeň) byl rakouský arcivévoda a princ, který byl členem vlády v době kdy vládl Ferdinand V. Dobrotivý. Byl synem císaře Leopolda II. a jeho manželky Marie Ludoviky.

## Původ a mládí
Ludvík se narodil jako předposlední ze šestnácti dětí toskánskému velkovévodovi Petru Leopoldovi (pozdější císař Leopold II.) a jeho ženě Ludovice Španělsko-Bourbonské. Do svých šesti let žil v rodné Florencii. V roce 1790, poté, co byl jeho otec zvolen císařem, se rodina přestěhovala do Vídně. Po předčasné smrti rodičů roku 1792 se Ludvíka ujal císařský bratr František I., který Ludvíka a jeho o rok mladšího bratra Rainera Josefa vedl k vojenskému vzdělání. Mezi jeho učilteli byl mj. také český šlechtic, pozdější polní podmaršálek, Petr Prokop z Morzinu.

## Vojenské služba
Už v sedmnácti letech se stal plukovníkem-majitelem 8. pěšího pluku. Od roku 1804 byl generálním inspektorem ochrany hranic. O rok později pomáhal bojovat v severní Itálii proti Napoleonovi. V roce 1807 získal hodnost polního podmaršálka.V roce 1809 velel 5. armádnímu sboru a bojoval v bitvě u Abensbergu a u Eggmühlu, kde utrpěl porážku. Poté převzal velení polní podmaršálek Johann von Hiller.

## Cesty za poznáním
Ludvík se dále rozhodl rozšířit své vzdělání a začal se věnovat obchodování a přírodovědné a matematické tematice. Spolu s bratrem arcivévodou Janem cestoval po Anglii a Francii, kde navštěvovali manufaktury, dílny, ocelárny, tkalcovny i přádelny a přivezli si různé popisy, plány a modely. V roce 1818 se stal polním zbrojmistrem a roku 1819 byl jmenován generálním ředitelem dělostřelectva. Tuto funkci vykonával až do roku 1849.

## Spoluregent
Jako člen státní rady několikrát zastupoval císaře Františka I. V roce 1836 se stal předsedou „státní konference“, která vykonávala spoluregentskou vládu Ferdinandu I. Další členové konfederace byli kancléř hrabě Klemens Václav z Metternichu, hrabě František Antonín z Kolovrat a mladší bratr císaře František Karel. Po vypuknutí revoluce roku 1848 se Ludvík stáhl z veřejného života. V témže roce se stal čestným členem v Rakouské akademii věd.
Arcivévoda Ludvík Josef nebyl nikdy ženatý. Zemřel ve Vídni v roce 1864 a byl pohřben v kapucínské kryptě ve Vídni.

## Vývod z předků
|                               |                                             |  |                                   |                                          |  |  |  |  |  |  |  | Karel V. Lotrinský |
|                               |                                             |  |                                   |                                          |  |  |  |  |  |  |  |                    |
|                               | Leopold Josef Lotrinský                     |  |                                   |                                          |  |  |  |  |  |  |  |                    |
|                               |                                             |  |                                   |                                          |  |  |  |  |  |  |  |                    |
|                               |                                             |  |                                   | Eleonora Marie Josefa Habsburská         |  |  |  |  |  |  |  |                    |
|                               |                                             |  |                                   |                                          |  |  |  |  |  |  |  |                    |
|                               | František I. Štěpán                         |  |                                   |                                          |  |  |  |  |  |  |  |                    |
|                               |                                             |  |                                   |                                          |  |  |  |  |  |  |  |                    |
|                               |                                             |  |                                   | Filip I. Orléanský                       |  |  |  |  |  |  |  |                    |
|                               |                                             |  |                                   |                                          |  |  |  |  |  |  |  |                    |
|                               | Alžběta Charlotta Orléanská                 |  |                                   |                                          |  |  |  |  |  |  |  |                    |
|                               |                                             |  |                                   |                                          |  |  |  |  |  |  |  |                    |
|                               |                                             |  |                                   | Alžběta Šarlota Falcká                   |  |  |  |  |  |  |  |                    |
|                               |                                             |  |                                   |                                          |  |  |  |  |  |  |  |                    |
|                               | Leopold II.                                 |  |                                   |                                          |  |  |  |  |  |  |  |                    |
|                               |                                             |  |                                   |                                          |  |  |  |  |  |  |  |                    |
|                               |                                             |  |                                   | Leopold I.                               |  |  |  |  |  |  |  |                    |
|                               |                                             |  |                                   |                                          |  |  |  |  |  |  |  |                    |
|                               | Karel VI.                                   |  |                                   |                                          |  |  |  |  |  |  |  |                    |
|                               |                                             |  |                                   |                                          |  |  |  |  |  |  |  |                    |
|                               |                                             |  |                                   | Eleonora Magdalena Falcko-Neuburská      |  |  |  |  |  |  |  |                    |
|                               |                                             |  |                                   |                                          |  |  |  |  |  |  |  |                    |
|                               | Marie Terezie                               |  |                                   |                                          |  |  |  |  |  |  |  |                    |
|                               |                                             |  |                                   |                                          |  |  |  |  |  |  |  |                    |
|                               |                                             |  |                                   | Ludvík Rudolf Brunšvicko-Wolfenbüttelský |  |  |  |  |  |  |  |                    |
|                               |                                             |  |                                   |                                          |  |  |  |  |  |  |  |                    |
|                               | Alžběta Kristýna Brunšvicko-Wolfenbüttelská |  |                                   |                                          |  |  |  |  |  |  |  |                    |
|                               |                                             |  |                                   |                                          |  |  |  |  |  |  |  |                    |
|                               |                                             |  |                                   | Kristýna Luisa Öttingenská               |  |  |  |  |  |  |  |                    |
|                               |                                             |  |                                   |                                          |  |  |  |  |  |  |  |                    |
| 'Ludvík Habsbursko-Lotrinský' |                                             |  |                                   |                                          |  |  |  |  |  |  |  |                    |
|                               |                                             |  |                                   |                                          |  |  |  |  |  |  |  |                    |
|                               |                                             |  | Ludvík Francouzský, velký dauphin |                                          |  |  |  |  |  |  |  |                    |
|                               |                                             |  |                                   |                                          |  |  |  |  |  |  |  |                    |
|                               | Filip V. Španělský                          |  |                                   |                                          |  |  |  |  |  |  |  |                    |
|                               |                                             |  |                                   |                                          |  |  |  |  |  |  |  |                    |
|                               |                                             |  |                                   | Marie Anna Bavorská                      |  |  |  |  |  |  |  |                    |
|                               |                                             |  |                                   |                                          |  |  |  |  |  |  |  |                    |
|                               | Karel III. Španělský                        |  |                                   |                                          |  |  |  |  |  |  |  |                    |
|                               |                                             |  |                                   |                                          |  |  |  |  |  |  |  |                    |
|                               |                                             |  |                                   | Eduard Parmský                           |  |  |  |  |  |  |  |                    |
|                               |                                             |  |                                   |                                          |  |  |  |  |  |  |  |                    |
|                               | Isabela Farnese                             |  |                                   |                                          |  |  |  |  |  |  |  |                    |
|                               |                                             |  |                                   |                                          |  |  |  |  |  |  |  |                    |
|                               |                                             |  |                                   | Dorotea Žofie Falcko-Neuburská           |  |  |  |  |  |  |  |                    |
|                               |                                             |  |                                   |                                          |  |  |  |  |  |  |  |                    |
|                               | Marie Ludovika Španělská                    |  |                                   |                                          |  |  |  |  |  |  |  |                    |
|                               |                                             |  |                                   |                                          |  |  |  |  |  |  |  |                    |
|                               |                                             |  |                                   | August II. Silný                         |  |  |  |  |  |  |  |                    |
|                               |                                             |  |                                   |                                          |  |  |  |  |  |  |  |                    |
|                               | August III. Polský                          |  |                                   |                                          |  |  |  |  |  |  |  |                    |
|                               |                                             |  |                                   |                                          |  |  |  |  |  |  |  |                    |
|                               |                                             |  |                                   | Kristýna Eberhardýna Hohenzollernová     |  |  |  |  |  |  |  |                    |
|                               |                                             |  |                                   |                                          |  |  |  |  |  |  |  |                    |
|                               | Marie Amálie Saská                          |  |                                   |                                          |  |  |  |  |  |  |  |                    |
|                               |                                             |  |                                   |                                          |  |  |  |  |  |  |  |                    |
|                               |                                             |  |                                   | Josef I. Habsburský                      |  |  |  |  |  |  |  |                    |
|                               |                                             |  |                                   |                                          |  |  |  |  |  |  |  |                    |
|                               | Marie Josefa Habsburská                     |  |                                   |                                          |  |  |  |  |  |  |  |                    |
|                               |                                             |  |                                   |                                          |  |  |  |  |  |  |  |                    |
|                               |                                             |  |                                   | Amálie Vilemína Brunšvicko-Lüneburská    |  |  |  |  |  |  |  |                    |
|                               |                                             |  |                                   |                                          |  |  |  |  |  |  |  |                    |